# Comet (díjátadó)

## Története
A Comet egy díjátadó amit régen a VIVA-n vetítettek, de aztán 2016-ban megújult kategóriával és jelöltekkel jött vissza ezúton az RTL Klubra. Így a nézőknek a szavazás is ingyenesen megy a cometlive.hu oldalon, illetve az RTL24 App-on a Comet fülre kattintva.

## Műsorvezetők
2016
Istenes Bence és
Iszak Eszter
2017
Istenes Bence és 
Csobot Adél

## Jelölő bizottság
Varga Atilla „Sixx”
Eszenyi Enikő
Sabján Johanna
Galler András „Indián”
Bíró Pál
Sallai Zsuzsa
Szűts László
Kádár Tamás
Schiwert-Takács László